# María Victoria Troncoso
María Victoria Troncoso Hermoso de Mendoza (Pamplona, 30 de septiembre de 1939) es una pedagoga española, pionera en la atención a niños con síndrome de Down. 

## Trayectoria profesional y familiar
Licenciada en Derecho (1963) por la Universidad de Navarra y profesora ayudante de Derecho del Trabajo (1963-1965), dejó de lado su tesis doctoral y la vida universitaria para cuidar a su primera hija, Toya, aquejada de una deficiencia mental. En 1974 se diplomó como profesora especializada en Pedagogía Terapéutica por la Universidad de La Laguna (Tenerife). En Tenerife, donde su marido, Jesús Flórez Beledo, era profesor en la facultad de Medicina, colaboró en la organización de un colegio de educación especial y constituyó y dirigió una Unidad de Educación Especial integrada en el colegio Vistabella. Tras el traslado de su familia a Santander, realizó la misma labor en el colegio Jardín de África.
María Victoria Troncoso potenció su dedicación a la educación especial a partir de 1976, tras el nacimiento de la última de sus cuatro hijos, Miriam, con síndrome de Down. Ese año inició en Santander los Programas de Intervención Temprana y, a partir de 1979, puso en marcha la Unidad de Estimulación Precoz en el Centro Base del actual Imserso de Santander, donde trabajó entre 1981 y 1996. En 1982 lideró también la creación de una institución de referencia, la Fundación Síndrome de Down de Cantabria, y es autora de un método que ha permitido a estos niños el aprendizaje de la lectura y la escritura.
Troncoso ha ejercido de docente en asignaturas especializadas en el campo pedagógico de la educación especial en la Escuela de Magisterio (1981, 1984) y en el Instituto de Ciencias de la Educación de la Universidad de Cantabria (1989-2000), así como de profesora invitada en la Universidad Autónoma de Barcelona (1995-2000).

## Dedicación al Síndrome de Down
A partir de 1976, María Victoria Troncoso, con su familia y, desde 1982, la Fundación Síndrome de Down de Cantabria, ha liderado distintos programas para facilitar el aprendizaje y, en general, la vida de personas con esta condición.
“Una de las experiencias más positivas es que, después de haber visitado a más de 100 familias en las primeras horas después del nacimiento de sus hijos, cuando todavía estaban profundamente afectados, disgustados, confusos, asustados y un largo etcétera, he sido testigo de su cambio a la esperanza y la sonrisa. Prácticamente la totalidad de los padres en un tiempo “récord” se adaptaban a esa situación, volvían a su vida normal, aunque tuvieran que incorporar un extra de esfuerzo para ayudar a su bebé. Una de mis grandes satisfacciones es la de los testimonios de algunas de las familias que, inicialmente, se consideraron incapaces y que después han manifestado el orgullo, apoyo, estímulo que tienen con su hijo con síndrome de Down, incluso ahora cuando ya son adultos”..
En 1982, tras la petición de algunas familias a las que había conocido a través de la Intervención Temprana, creó con su marido la Fundación Síndrome de Down, que presidió hasta 2018. Esta institución, pionera en su campo, ha supuesto gran parte de la actividad profesional de María Victoria Troncoso, multiplicada en talleres y congresos nacionales e internacionales. Entre 1988 y 1991 fue vicepresidenta de la European Down Syndrome Association, que había contribuido a crear en 1987. Es consultora de la Fundación Iberoamericana Down21 y ha sido miembro de la American Association on Mental Deficiency (EEUU) y la Downs Children Association (Inglaterra)
En 1998, Troncoso publicó su conocido método, revisado y desarrollado con la pedagoga Mercedes del Cerro, que ha sido decisivo para enseñar a leer y a escribir a estas personas. En 2009 se publicó en línea una versión actualizada.

## Vida personal
Está casada con Jesús Flórez Beledo, destacado farmacólogo español y conde de Casa Flórez, con quien también ha compartido una intensa actividad de ayuda, sobre todo desde sus respectivos campos profesionales, a personas con discapacidad intelectual. Son padres de cuatro hijos.
Es supernumeraria del Opus Dei. En 2012, al reflexionar en una entrevista sobre la aportación de la religión a las personas con discapacidad, mencionó las palabras recordadas por el papa Juan Pablo II en un congreso sobre este tema: “Vosotros sois miembros del Cuerpo de Cristo: ¡el Cuerpo del Resucitado! ¡Éste es el fundamento verdadero de una dignidad indestructible!”.

## Obra
- Síndrome de Down: avances en acción familiar (con Jesús Flórez Beledo), Fundación Síndrome de Down, Santander, 1988.

- Síndrome de Down y educación (con Jesús Flórez Beledo), Masson, Barcelona, 1991.

- Síndrome de Down: biología, desarrollo, educación. Nuevas perspectivas (con Jesús Flórez Beledo y M. Dierssen), Masson, Barcelona, 1997.

- Síndrome de Down: lectura y escritura (con Mercedes del Cerro), Masson, Barcelona, 1998

- Mi hija tiene Síndrome de Down (con Íñigo Flórez), La Esfera de los libros, Madrid, 2006.

- Síndrome de Down. Mi visión y presencia, Fundación Iberoamericana Down 21-Editorial CEPE, Madrid, 2019.

## Distinciones
- Premio Madame Lejeune (España, 2023), compartido con su marido, Jesús Flórez

- Premio Mujer Cantabria (2020)

- Premio Solidarios de la ONCE Cantabria, en la categoría de la Persona Física, Santander (2017).

- Premio Familia y Discapacidad, Universidad Pontificia de Comillas, Madrid (2013), compartido con su marido, Jesús Flórez

- Madre del Año, Asociación de Familias Numerosas de Cantabria (2007)

- Premio Christian Pueschel a la investigación científica en el Síndrome de Down, National Down Syndrome Congress, Estados Unidos (2005), compartido con su marido Jesús Flórez

- Primer Premio al Voluntariado, en la categoría de “Enfermedades y discapacidades”, Fundación Telefónica, Antena 3 Televisión, Onda Cero y Atento España, Madrid (2002)

- Premio “Distinción en el mundo de lo Social”, El Diario Montañés – centenario- Santander (2000)

- Sobresaliente del Año, Colegio Torrevelo, Santander (1997)

- Premio del Club Internacional del Libro, Madrid (1996)

- Posee medallas y premios de la Fundación Síndrome de Down de Madrid (2012), la Asociación Síndrome de Down de Nuevo León (México) (2012), Down España (Trébol, 2019) y la Asociación Síndrome de Down de Burgos (2019).